# Liisberg
Der findes flere slægter Liisberg, der stammer fra landsbyen Lisbjerg nord for Aarhus. Den ældste og største slægt nedstammer fra drejermester Laurs Nielsen Liisberg (1724-1809), søn af husmand i Lisbjerg Niels Laursen (død 1744). Dennes søn, Niels Liisberg (1755-1814), var sognepræst i Holme og Tranbjerg Sogn. En anden søn, drejermester Johannes Liisberg (1757-1844), var far til drejermester og legetøjsfabrikant Jens Liisberg (1789-1855), hvis datter, Petrea Liisberg (1819-1883), giftede sig med fotograf J.E. Bøgh.
En tredje af stamfarens sønner, drejermester Henrik Carl Liisberg (1750-1784), var far til murermester og bygherre Laurits Liisberg (1779-1819), som giftede sig med Anne Pedersdatter Bering (1772-1845). Deres søn, Peder Bering Liisberg (1808-1858), var major i den hollandske hær, en anden søn, købmand Henrik Carl Liisberg (1810-1863), var far til museumsinpektør H.C. Bering Liisberg (1854-1929), mens en tredje søn, købmand og rådmand Hans Liisberg (1815-1883), var far til oberstløjtnant Laurits Bering Liisberg (1861-1914) og Eleonora Liisberg (1866-1961), som giftede sig med grosserer Louis Hammerich. Blandt rådmand Liisbergs øvrige børn taltes endvidere instrumentmager Hans Julius Liisberg (1860-1915), som var far til forstander Hugo Liisberg (1885-1949). Denne sidstes søn, inspektør Per Vitus Liisberg (1913-1991) var desuden far til teaterchef Henrik Bering Liisberg (1940-2021). 
En anden slægt nedstammer fra smedemester Frants Nielsen Liisberg (1783-1855), søn af bødker i Lisbjerg Niels Gotfredsen (1783-1855). Dennes søn, dyrlæge Peter Møller Liisberg (1820-1890), var far til læge Peter Johannes Liisberg (1855-1893), sognpræst i Aars Andreas Liisberg og regimentsdyrlæge og major i den græske hær Frants Liisberg (1858-1899). En anden af stamfarens sønner, bagermester Søren Liisberg (1824-1899), var far til Ellen Liisberg (1877-1948), som giftede sig med sagfører Valdemar Hauerslev (1874-1932), og hvis søn Knud Hauerslev (1905-2000) var tandlæge og svampeforsker, mens en tredje søn, guldsmedemester Rasmus Liisberg (1827-1875), var far til Mette Liisberg (1856-1937), som giftede sig med økonomiinspektør ved Det Kongelige Teater Lauritz Jacobsen (1854-1931), samt smedemester Carl Liisberg (1862-1909), hvis søn, grosserer Aage Liisberg (1890-1974), giftede sig med koncertsangerinde Yrsa Liisberg (1890-1938), og hvis søn, Frants Liisberg (1921-1991), var administrerende direktør for LM Ericsson A/S i Danmark. 
En tredje og mindre slægt nedstammer fra avismand i Aarhus Anders Jensen Liisberg og tæller bl.a. porcelænsmaler C.F. Liisberg (1860-1909) og hans søn af billedhugger Hugo Liisberg (1896-1958).